# Albion-Polka
Die Albion-Polka ist eine Polka von Johann Strauss (Sohn) (op. 102). Das Werk wurde im Herbst 1851 im Palais Coburg in Wien erstmals aufgeführt.

## Einzelnachweis
1. ↑  Quelle: Englische Version des Booklets (Seite 32) in der 52 CDs umfassenden Gesamtausgabe der Orchesterwerke von Johann Strauß (Sohn), Hrsg. Naxos (Label). Das Werk ist als vierter Titel auf der 9. CD zu hören.